# Chrystian & Ralf (álbum de 1986)
Chrystian & Ralf é o quarto álbum de estúdio da dupla sertaneja brasileira Chrystian & Ralf, lançado em 1986 pela gravadora Chantecler. Foi o primeiro disco de platina da dupla, com 250.000 cópias vendidas, tendo depois ultrapassado as 500 mil cópias. Os grandes sucessos desse álbum foram "Chora Peito" e "Esperando Você Chegar". A música "Chora Peito" foi regravada pelas duplas César Menotti & Fabiano e Edson & Hudson.

## Faixas[2]
| N.º            | Título                   | Compositor(es)                         | Duração |  |
| 1.             | "Chora Peito"            | Chrystian / Ralf                       | 3:13    |  |
| 2.             | "Cama Fria"              | André / Andrade / Loirinho             | 2:30    |  |
| 3.             | "Prece à Minha Mãe"      | Roberta Miranda                        | 4:00    |  |
| 4.             | "Sonho Louco"            | Domiciano / Solimões                   | 3:08    |  |
| 5.             | "Deusa do Araguaia"      | Lindomar Castilho / Lázaro Santos      | 3:13    |  |
| 6.             | "A Morte do Carreiro"    | Zé Carreiro / Carreirinho              | 3:41    |  |
| 7.             | "Esperando Você Chegar"  | Roberta Miranda                        | 3:58    |  |
| 8.             | "Apaixonei de Novo"      | José Fortuna / Paraíso                 | 3:08    |  |
| 9.             | "Chega de Caprichos"     | Carreirito / Carlos Randall            | 2:39    |  |
| 10.            | "Tempo ao Tempo"         | Roberta Miranda                        | 3:36    |  |
| 11.            | "La Cautiva"             | Emiliano Fernando / Agustin Larramedia | 3:32    |  |
| 12.            | "Depois de Tudo"         | Paraíso / José Raimundo                | 3:16    |  |
| 13.            | "Nossa Casa (Our House)" | Graham Nash (versãoː Chrystian / Ralf) | 0:48    |  |
| Duração total: | Duração total:           | Duração total:                         | 40ː55   |  |

## Certificações
| Brasil (ABPD)                             | 2× Platina | 1986 | 500.000* |
| *número de vendas baseado na certificação |            |      |          |